# 碧塔海

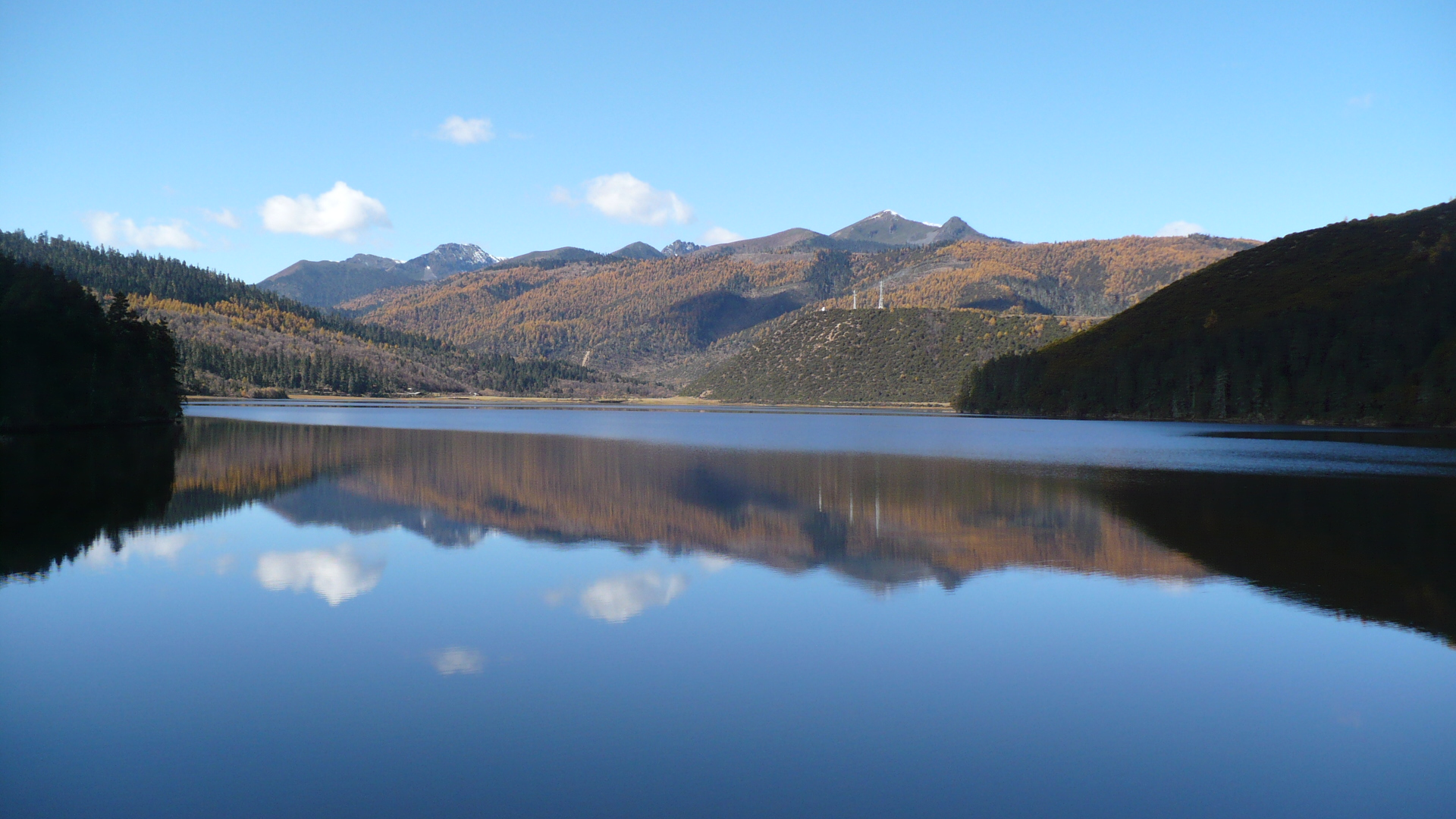
碧塔海

碧塔海是中国云南省迪庆藏族自治州香格里拉市的一个高原湖泊，位于县城以东25千米，普达措国家公园内。该湖在藏语中称为“碧塔德错”（藏語：བས་སཐའ་མཆོ།，威利转写：bas mthav mtsho），意为牛毛毯魔海。碧塔海湖面海拔3538米，是云南省海拔最高的湖泊。碧塔海湖水未受到污染，清澈碧蓝，能见度极高，倒映周围雪山树影，风景优美。湖中盛产裂腹鱼、“碧塔重唇鱼”，夏季杜鹃花盛开时，常有游鱼因吞食杜鹃中毒，形成“杜鹃醉鱼”奇观。湖边是水草丰美，百花盛开的湿地，秋冬季节，聚集许多飞禽在湖边嬉戏。碧塔海已被列入国际重要湿地名录。
27°49′36″N 99°59′16″E / 27.82667°N 99.98778°E